# Зелёная полоса (картина Розановой)
«Зелёная полоса́ (Распылённый свет)» — картина Ольги Розановой, написанная в 1917–1918 годах; одно из самых известных полотен русского авангарда, шедевр беспредметной живописи XX века. С точки зрения творческой оригинальности «Зелёную полосу» принято сравнивать с «Чёрным квадратом» Казимира Малевича; при этом до 1970-х годов картина, как и её автор, оставались почти забытыми. «Зелёная полоса» была написана незадолго до ранней внезапной смерти Розановой, в период её перехода от супрематизма к новому типу геометрической абстракции, основанном на принципе «распыления» форм светом. Полотно вышло за пределы не только супрематизма, но всех существовавших на тот момент направлений авангарда, предвосхитив дальнейшее развитие абстрактного искусства.

## История

### От «преображения» к «распылению» цвета
С января 1917 года в письмах Розановой к литературоведу и меценату Андрею Шемшурину фигурировало понятие «преображённый колорит»: 
«Не будьте слишком строги к моей новой картине, боюсь, что преображенной она Вам не покажется, но она острее по колориту всех тех, что Вы раньше у меня видели. По стилю супрематическая». 
Как отмечает Мария Тимина, «преображение» трактовалось художницей как освобождение цвета от чуждых ему элементов (форм окружающего мира) и доведение его до максимальной интенсивности. Концепция Розановой была во многом созвучна идеям Казимира Малевича, который писал о «преображении в нуле форм» и в этот же период ввёл понятие «цветописи»: «Для меня стало ясным, что должны быть созданы основы чистой цветописи, которые кон струировались на требованиях цвета, и второе, что в свою очередь цвет должен выйти из живописной смеси в самостоятельную единицу». Хотя неизвестно, как именно происходило формирование этих концепций и каким было взаимодействие между художниками, вполне вероятно, что Розанова не случайно отказывалась от употребления слова «цветопись» и, отстаивая самостоятельность своих цветовых поисков, использовала понятие «преображенный колорит». 
В марте 1917 года Розанова вошла в организованное Малевичем общество «Супремус», где исполняла обязанности секретаря и участвовала в подготовке первого номера одноимённого журнала. Уже в июле она начала разрабатывать «новый путь к колористическим изысканиям», о чём сообщала в очередном письме к Шемшурину. Её «новый путь» был основан на принципе «распыления» цвета светом, то есть высветления красок и геометрических форм с помощью белил. «Зелёная полоса (Распылённый свет)», единственным мотивом которой является поток зелёного света, развивающийся и пульсирующий в пространстве, стала главным произведением по этому принципу.

Хотя этот период творчества Розановой часто характеризуется понятием «цветопись», в текстах самой художницы оно ни разу не встречается и фигурирует, напротив, прежде всего в работах Малевича. Неизвестно, успела ли Розанова дать название своему «новому пути к колористическим изысканиям». Её современники обозначали это направление как путь «распыления» цвета: 
«Любопытны последние работы О. В. Розановой. Здесь она “распыляет и формы, и цвет”. Вместо кубов, удлиненных цветных плоскостей появляется нечто вроде комет, радуг, спектров и т. д. Характерно, что в этом направлении к “распылению” идут теперь и другие художники “беспредметники”». 
В числе названий, под которыми «Зелёная полоса» фигурировала в 1920-е годы, также было «Распыленный свет» [27, с. 1].
После открытия посмертной выставки Розановой в 1919 году Варвара Степанова подчеркивала цветовую природу её супрематических композиций:
…Супрематизм Розановой противоположен супрематизму Малевича, который строит свои работы на композиции квадратных форм, в то время как Розанова — на цвете <…> У Малевича цвет существует только для того, чтобы отличить одну плоскость от другой, — у Розановой композиция служит для выявления всех возможностей цвета на плоскости. В супрематизме она дала супрематизм живописи, а не квадрата. Особенно интересна комната [на выставке], где собраны её супрематические произведения и вещи последнего периода. Здесь цвет не играет, как в предыдущих периодах, блеском своих граней, а обнажён до последнего предела. Строения картин основаны здесь на цветовых взаимоотношениях.
Одна из ведущих исследователей творчества Розановой, Нина Гурьянова, выделяет главное отличие подходов Малевича и Розановой к беспредметности: Малевич оперировал понятием краска, под которым подразумевал «вещественность и конкретную материальность красочного пигмента как главного выразительного средства (наряду с формой и линией)», Розанова — понятием цвет, который для неё «не инструмент, а универсальная цель, к которой стремится художник, используя все подручные выразительные средства». В этом Розанова была намного ближе к Василию Кандинскому с его идеей «отвлечённого», символического цвета, чем к Малевичу. Гурьянова выводит поздний розановский супрематизм и цветопись из попытки «соединить интуитивизм, духовное мистическое начало теории цвета Кандинского с утопической философией формы и пространства у Малевича».
Другая исследовательница творчества Розановой, Вера Терёхина, пишет:
Цвет отделился от предмета и даже от плоскости. Розанова писала о способности представлять мысленно цвет как таковой. Так же, как буква была для неё начертанием и звуком одновременно, так цвет выявлялся музыкально, в созвучиях и диссонансах. Хлебников ещё юношей чувствовал огромную энергию такого превращения: «Есть величины, с изменением которых синий цвет василька (я беру чистое ощущение), непрерывно изменяясь, проходя через неведомые нам, людям, области разрыва, превратится в звук кукования кукушки или плач ребёнка, станет им. При этом, непрерывно изменяясь, он образует некоторое протяжённое многообразие, все точки которого, кроме близких к первой и последней, будут относиться к области неведомых ощущений, они будут как бы из другого мира». Такова «Зелёная полоса» — произведение не менее загадочное и провидческое, чем «Чёрный квадрат». Свечение зелёного цвета на белом фоне ощущается как «область разрыва» обыденного пространства, как вибрация «другого мира».

### «Ты думала творить цвет — светом»
Ещё до появления «Зелёной полосы», в 1916 году, Розанова в теоретическом обосновании беспредметности вышла на отказ от красок и замену их экраном. В письме Алексею Кручёных она писала:
Я <…> теперь могу делать в живописи вещи или целиком реальные [реалистические], или целиком беспредметные, а серединных не допускаю, так как, по-моему, у этих двух искусств нет связующих звеньев, нет конкуренции и нет ничего общего, так же как между сапожным ремеслом и портняжн<ым> и пр<очее>. Даже дальше от сходства. Я теперь исповедую, что предметность и беспредм<етность> (в живописи) не два различн<ых> направ<ления> в одном искусстве, а два разных искусства!
Даже материальные краски для беспредм<етной> живописи нахожу единственно разумным заменить экраном! Никакой связи!!!
В полотнах 1917 года, прежде всего в «Зелёной полосе», Розанова добивается феноменальной «светоносной прозрачности» (определение Нины Гурьяновой) — так что у зрителя создаётся впечатление, что на белый загрунтованный холст, выполняющий роль экрана, передаётся проекция цветного светового луча. Эту светоносность Розанова получает путём наложения прозрачных световых лессировок на белила грунта, резко отражающего свет. В отличие от работ Малевича того же периода, она уходит от чётко очерченных на плоскости холста супрем; контур размывается и растворяется в свете. Нине Гурьяновой «Зелёная полоса» «кажется неизбывным, бесконечным, льющимся на холст и источающим свет сиянием, иконно-трепетным и неуловимым».
Последние идеи и неосуществлённые проекты Розановой, не появившиеся из-за её ранней внезапной смерти, могли бы состояться именно в этом художественном и смысловом поле. Об этом свидетельствует и «посмертное слово» о Розановой 1918 года Александра Родченко:
Не ты ли хотела озарить мир каскадами света.
Не ты ли проектировала прожекторами творить цветовые композиции в воздухе.
<…> Ты думала творить цвет — светом…

### Выход за пределы рамы
«Зелёная полоса» является одним из первым в абстрактном искусстве произведением живописи, выходящим за пределы рамы. Собственно зелёная полоса на картине является фрагментом полосы, уходящей в бесконечность. В этом смысле сама картина является не произведением, а фрагментом какого-то большего (большого, главного) произведения. Картина не абсолютна, но причастна к абсолютному.
Выйдя за пределы рамы, «Зелёная полоса» освободилась от главной проблемы плоскостности в абстрактном искусстве — проблемы фона и изображения. «Чёрный квадрат» Казимира Малевича, ставший в 1915 году первым плоскостным произведением искусства, этой проблемы не решил: фон и изображение остались. В созданной двумя годами позже «Зелёной полосе» изображение принципиально не закончено (может продолжаться и продолжается в бесконечность) и тем самым делается ничтожным в пределах рамы, а фон при этом полностью теряет своё значение.
Екатерина Дёготь считает, что в русском искусстве своего времени Розанова уникальна. Её поздняя живопись, в которой растворена граница между фигурой и фоном, снимает не только дилемму фигуры и фона, но и дилемму средств и цели. В этом Розанова, по мнению Дёготь, следовала теории Алексея Кручёных, добивавшегося деконструкции любых бинарностей путём синтеза.

### Предполагаемый триптих
В 2002 году искусствовед Н. А. Гурьянова выдвинула гипотезу о том, что «Зелёная полоса», с начала 1920-х годов находящаяся в музее-заповеднике «Ростовский кремль», была частью триптиха, в который, помимо неё, входили полотна «Жёлтая полоса» и «Пурпурная полоса». По уточнённым сведениям, «Жёлтая полоса» — это, вероятно, подделка, находившаяся в собрании Георгия Костаки под названием «Зелёная полоса» и выполненная, в отличие от картины из «Ростовского кремля», в тёплых жёлто-зелёных тонах. Это полотно, к возникновению которого в послевоенное время мог предположительно быть причастен искусствовед и коллекционер И. В. Качурин, было подарено им Георгию Костаки и в дальнейшем попало в частное собрание в Швеции.
Картина, названная Н. А. Гурьяновой «Пурпурной полосой», также находилась с начала 1920-х годов в «Ростовском кремле», но была исключена из коллекции как «произведение, не имеющее художественной ценности». Согласно документации музея (в то время Ростово-Ярославского музея-заповедника), она была уничтожена в 1930 году по ликвидационному акту 1121. На картине сужающаяся полоса пурпурного цвета располагалась на белом фоне по диагонали.
В марте 2018 года музей-заповедник «Ростовский кремль» опубликовал результаты исследований и экспертиз, на основании которых ростовскими учёными были сделаны следующие выводы:
- Картина «Зелёная полоса», хранящаяся в ростовском музее, — подлинник кисти Розановой;
- Картина «Зелёная полоса», хранящаяся в ростовском музее, не является частью триптиха;
- Утверждения о существовании картины Розановой «Желтая полоса» не имеют научного обоснования;
- «Пурпурной полосой» была безосновательно названа уничтоженная по акту 1121 картина Розановой с инвентарным № 301 под названием «Хвост кометы» («Беспредметная композиция»).

## «Зелёная полоса» в коллекциях

### Собрание музея-заповедника «Ростовский кремль»
Собрание русского авангарда Ростово-Ярославского музея-заповедника было сформировано в начале 1920-х годов Любовью Поповой и составляет до настоящего времени около 30 артефактов (живопись, графика). «Зелёная полоса» поступила в музей-заповедник в 1922 году в числе других картин из Государственного Художественного фонда Музейного бюро отдела ИЗО Наркомпроса. Уже находясь в составе коллекции музея-заповедника, полотно, вопреки данным Н. А. Гурьяновой, не экспонировалось в 1922 году на Первой русской художественной выставке в Берлине и на несколько десятилетий ушло в запасники.
При высокой художественной ценности («Зелёная полоса» считается шедевром беспредметной живописи XX века) картина экспонировалась в 2008—2012 годах в тесном углу музейного зала возле выходной двери. С 2013 года по 2018 год «Зелёная полоса» (как и вся ростовская коллекция авангарда) в постоянной экспозиции «Ростовского кремля» отсутствовала.
С ноября 2018 года в ГМЗ «Ростовский кремль» проходит выставка произведений «левых» художников начала XX века из коллекции музея. После открытия на ней экспонировались 51 предмет и 8 подделок, выставленных в отдельном помещении. Коллекция «ростовского» авангарда впервые была представлена полностью. Центральным экспонатом стала картина «Зеленая полоса» («Распыленный свет») Ольги Розановой. Выставка получила название «Хвост кометы» в память о погибшей работе Розановой и была приурочена к 100-летию со дня смерти художницы.
До 2020 года полотно никогда не реставрировалось, было покрыто кракелюром, имело вмятины и частичные осыпи красочного слоя. В 2020 году картина была отреставрирована специалистами Всероссийского художественного научно-реставрационного центра имени И. Э. Грабаря.
Сергей Сазонов, заместитель директора музея «Ростовский кремль» по научной работе, рассказывал:

Уже в наши дни мы давали „Зеленую полосу“ на выставку в крупный столичный музей. И в нем, очевидно, решили, что картина выглядит недостаточно презентабельно — без нашего ведома они сняли родную тоненькую рамочку-обкладку и заменили на свою белую раму. Снятую обкладку они нам, слава богу, вернули. Кроме того, там решили, что белый цвет фона недостаточно белый и замазали на нем некоторые утраты. Не спросив разрешения у музея-владельца! Это пришлось снимать уже в Центре Грабаря.
.

### Собрание Георгия Костаки
После окончания Второй мировой войны греческий подданный, завхоз посольства Канады в Москве, московский коллекционер Георгий Костаки увидел одну из картин Розановой (вероятно, картину «Парикмахерская») в гостях. Сам он так описывал произошедшее:
Я собирал и старых голландцев, и фарфор, и русское серебро, и ковры, и ткани. Но я всё время думал о том, что если буду продолжать всё в том же духе, то ничего нового в искусство не принесу. Всё то, что я собирал, уже было и в Лувре, и в Эрмитаже, да, пожалуй, и в каждом большом музее любой страны, и даже в частных собраниях. Продолжая в том же духе, я мог бы разбогатеть, но… не больше. А мне хотелось сделать что-то необыкновенное.
Как-то совершенно случайно попал я в одну московскую квартиру… Там я впервые увидел два или три холста авангардистов, один из них — Ольги Розановой… Работы произвели на меня сильнейшее впечатление. <…> И вот я купил картины авангардистов, принёс их домой и повесил рядом с голландцами. И было такое ощущение, что я жил в комнате с зашторенными окнами, а теперь они распахнулись и в них ворвалось солнце. С этого времени я решился расстаться со всем, что успел собрать, и приобретать только авангард. Произошло это в 1946 году.
Именно её [Ольги Розановой] работа открыла мне глаза на притягательную силу, на существование авангарда.
«Зелёная полоса» (холст, масло; 71×53 см), подаренная Костаки коллекционером И. В. Качуриным, стала частью крупнейшего в мире частного собрания русского авангарда Георгия Костаки, лучшая часть которого впоследствии была передана Костаки Третьяковской галерее. Костаки не просто коллекционировал русских авангардистов, он фактически спасал от уничтожения сотни полотен: до него русский авангард, во многом усилиями установившегося советского режима, был почти в полном забвении, а артефакты русского авангарда считались почти мусором.
В 2017 году после скандала с объявленными фальшивками дарами князя Никиты Лобанова-Ростовского Государственный музей-заповедник «Ростовский кремль» начал масштабное исследование своего собрания русского авангарда. Экспертиза показала, что ростовская «Зелёная полоса» является подлинником, в то время как два полотна (К. Малевича и Л. Поповой) из коллекции музея в Ростове — подделки, выполненные в начале 1970-х годов, а их оригиналы были похищены и находятся в зарубежных музеях. В связи с начатым расследованием в Ростове возникло предположение, что «Зелёная полоса» из коллекции Костаки является поддельной копией одноимённой картины из ростовского музея. По мнению ростовских музейщиков, злоумышленникам подменить оригинал не удалось, и в коллекцию Костаки попала подаренная И. В. Качуриным подделка.
Музей искусства модернизма в Салониках, где находится вторая половина собрания Костаки (не попавшая в Третьяковку), и который хранит наследие коллекционера, не согласен с этим предположением. Однако эта «Зеленая полоса» не находится в Салониках: в неизвестный временной промежуток она была продана Костаки анонимному частному коллекционеру, предположительно европейскому. Таким образом, исследовать данную версию картины и проверить её подлинность не представляется возможным.

## Влияние цветописи и «Зелёной полосы» на современников
Розанова, по замечанию Нины Гурьяновой, «как будто сделала в супрематизм сильную „прививку“ цвета». Ключевая статья Розановой о роли цвета в супрематизме «Кубизм. Футуризм. Супрематизм» для журнала «Супремус», а, главное, творческое осмысление Розановой собственных теоретических положений заставили Малевича, ценившего самостоятельный склад мышления соратницы, пересмотреть свои позиции.
В 1917—1918 годах у Малевича появляются созвучные Розановой работы: жёлтый неправильный четырёхугольник на белом фоне, белые супремы на белом фоне. В полотне «Супрематизм» (1917—1918) с жёлтым четырёхугольником Малевич использует розановский приём размывания границ геометрической фигуры, но делает это  несколько грубее тончайших лессировок Розановой. В вариациях белого на белом изображение и фон начинают перетекать друг в друга.
В мае 1917 года Малевич пишет статью о «цветописи» и не забывает написать о роли цвета в «Приветствии супрематистов»:
Преобразовавшись в быстрине смен бегущих колец горизонта, мы выпрыгнули за пределы нуля повторений, стали непосредственно лицом к лицу цвета.
Цвет, и только он единый, касается нашего творческого центра.
Он вращает его, и центробежная сила творит новые планы цветовых масс, голых беспредметных вершин соединения граней.
Обращение Ивана Клюна и Александра Родченко к проблеме цвета на рубеже 1910—1920-х годов произошло, по мнению Нины Гурьяновой, не без влияния Розановой. Мария Тимина подчеркивает, что наиболее последовательное развитие «распыление» цвета получило в творчестве Клюна, в работах по принципу, названному им «свето цветовым».

## Предвосхищение развития абстрактного искусства
В 1981 году крупнейший коллекционер русского авангарда Георгий Костаки, к тому времени покинувший СССР, написал:
Розанова, умершая в 1918 году, создала произведения, абсолютно выходящие за пределы своего времени. Их можно рассматривать как пророческое предвидение развития послевоенного (сороковых годов) американского искусства.
Костаки, прежде всего, имел в виду абстрактный экспрессионизм. Если цветопись в целом предвосхитила живопись цветового поля в лице её ведущих представителей Марка Ротко и Барнетта Ньюмана, то фактически прямым продолжением «Зелёной полосы» стали цветные линии (полосы) Барнетта Ньюмана. При этом ни Ньюман, ни Ротко о существовании цветописи и «Зелёной полосы», похоже, даже не подозревали.

## Комментарии
1. ↑  Образ самой Розановой был связан в сознании современников со светом. Посвящённый Ольге Розановой в 1915 году цикл из трёх стихотворений Владимир Маяковский сопроводил надписью «Светлой О.В.Р. — эти стихи».